# Denise Sigogneau-Russell
Denise Sigogneau-Russell (née en 1932) est une paléontologue française spécialisée dans les mammifères du Mésozoïque, en particulier de France et du Royaume-Uni. Elle est actuellement basée au Muséum National d'Histoire Naturelle.

## Biographie
Denise Sigogneau-Russell est née en 1932, et termine son doctorat en 1969 sur les thérapsides d'Afrique du Sud, où elle a passé deux ans. En 1976, un chasseur de fossiles amateur belge lui apporte une dent de mammifère d'une carrière dans l'est de la France, ce qui l'a incitée à changer de direction et à commencer des recherches sur les mammifères du Mésozoïque. Elle les a ensuite étudiés en France, au Portugal, à Madagascar, au Maroc et en Angleterre. Zofia Kielan-Jaworowska a déclare :  

« En raison de l'érudition et de la diligence de Sigogneau-Russell, elle a énormément contribué à la connaissance de l'évolution précoce des mammifères. »

— Zofia Kielan-Jaworowska
Elle était mariée à Donald E. Russell, également paléontologue spécialiste des mammifères, avec qui elle a mené des projets de terrain et collaboré.

## Recherche
Sigogneau-Russell a publié sur de nombreux mammifères et leurs prédécesseurs, mais elle est surtout connue pour ses travaux sur les triconodontes et les morganucodontes du Trias, les haramiyidés et les multituberculés, et les mammifères du Crétacé du territoire britannique avec un collaborateur, Percy Butler. Elle a également rédigé des critiques de l'anatomie et de la taxonomie des synapsides, et des thérapsides, ainsi que des articles co-auteurs sur des mammifères fossiles plus récents,.
En 1983, Sigogneau-Russell publie sa première revue des mammifères des roches rhétiques à Saint-Nicolas-de-Port en Lorraine.
Plus tard, elle publie plus de matériel de cette région, y compris plus de 200 dents obtenues par tamisage de sédiments. En 1991, elle publie un livre sur les mammifères du Mésozoïque, qu'elle intitule sous le nom de Les mammifères au temps des dinosaures.
Elle est l'autrice de plus de 56 articles de recherche et a contribué à de nombreux autres articles sur la paléontologie. Elle a nommé 3 ordres et familles, 5 genres et 5 espèces de mammifères provenant de différentes du Mésozoïque.